# Eve (cantant)
Eve (いぶ; Prefectura de Tokushima, 23 de maig de 1995), és un cantautor i mangaka i productora de Vocaloid japonès. Va començar fent portades de Nico Nico Douga. Va signar amb Toy's Factory el 2019. També va ser convidat a "School of Lock!" per Tokyo FM. La seva música ha aparegut a l'anime Dororo, Jujutsu Kaisen i Josee, el tigre i els peixos.